# Lissonanchus lusheri
Lissonanchus lusheri är en fiskart som beskrevs av Smith, 1966. Lissonanchus lusheri ingår i släktet Lissonanchus och familjen dubbelsugarfiskar. Inga underarter finns listade i Catalogue of Life.